# The Breaking Point (1961)
The Breaking Point (ook gekend als The Great Armored Car Swindle) is een Britse thriller uit 1961 onder regie van Lance Comfort, met in de hoofdrollen Peter Reynolds, Dermot Walsh, Joanna Dunham en Lisa Gastoni. Het scenario is gebaseerd op de gelijknamige roman uit 1957 van Laurence Meynell.

## Verhaal
Eric Winlatter werkt bij een drukkerij. Wanneer het bedrijf een contract binnenhaalt om bankbiljetten te drukken voor de Midden-Oosterse staat Lavadore, wordt hij overgehaald om revolutionairen te helpen bij het kapen van het geldtransport. Cherry, zijn verwaarloosde vrouw, wordt achterdochtig en vertelt het aan journalist Robert Wade.

## Rolverdeling
| Acteur               | Personage          |
| -------------------- | ------------------ |
| Peter Reynolds       | Eric Winlatter     |
| Dermot Walsh         | Robert Wade        |
| Joanna Dunham        | Cherry Winlatter   |
| Lisa Gastoni         | Eva                |
| Jack Allen           | Ernest Winlatter   |
| Brian Cobby          | Peter de Savory    |
| Arnold Diamond       | Telling            |
| Eric Corrie          | Wilson             |
| Desmond Cullum-Jones | Evans              |
| Geoffrey Denton      | debt collector     |
| Richard Golding      | Mintos             |
| John G. Heller       | Mel                |
| Gertan Klauber       | Lofty              |
| John Lawrence        | security officer   |
| Mercia Mansfield     | Ernest's secretary |
| Charles Russell      | Cappel             |

## Ontvangst
Variety vond dat de grootste kracht van de film zijn beknoptheid was.
De Radio Times Guide to Films gaf de film één ster op vijf en schreef: "Geen enkel personage klopt en geen enkel fragment van de verhaallijn is geloofwaardig."